# Skalice
Skalice su jedan od kvartova grada Splita.
Smještene su na sjevero-zapadnom dijelu splitskog poluotoka. Na zapadu graniči s poznatim gradskim predjelom Poljudom na kojem su smješteni veliki sportski objekti - Gradski stadion u Poljudu i kompleks plivališta.
Na sjevenoj strani su ratna luka Lora i Brodosplit. S istoka proteže se Turska kula - dijelom pošumljeni dio grada sa sportskim kompleksom Stadion Park mladeži.
Poznata znamenitost na Skalicama je starohrvatska crkva Svete Trojice ili kako je Splitu zovu Sutrojica.
Na Skalicama je OŠ Skalice.